# سووپیتس (استان اشوی‌داشکسیه)
سووپیتس (به لهستانی: Słupiec) یک منطقهٔ مسکونی در لهستان است که در گمینا ووبنگتسه (استان اشوی‌داشکسیه) واقع شده‌است. سووپیتس ۱۶۰ متر بالاتر از سطح دریا واقع شده‌است.